# Sociologia do conhecimento
Sociologia do conhecimento  divide-se em duas subdisciplinas da Sociologia que levam o mesmo nome. A primeira delas surgiu na Alemanha dos anos da década de 1920, introduzida por figuras como Max Scheler e, principalmente, Karl Mannheim; é correlata à história das ideias ou próximo do que se pode entender por uma Sociologia dos Intelectuais. A segunda, parte da Sociologia Fenomenológica, foi iniciada por Alfred Schütz, sendo desenvolvida por Peter L. Berger e Thomas Luckmann.

## Escolas

### Conhecimento Sociológico
É concebida como o estudo das condições sociais de produção de conhecimento. Seu enfoque abarca as relações sociais envolvidas na produção do conhecimento. O objeto desse tipo de sociologia não se confunde os da teoria do conhecimento ou epistemologia. É a gênese do conhecimento intelectual e dos usos no ambiente social. Assim, consideram-se outros fatores determinantes da produção de conhecimento que não os consciência puramente teórica, mas também de elementos de natureza não teórica, provenientes da vida social e das influências e vontades a que o indivíduo está sujeito. 
A influência de tais fatores é de grande importância e sua investigação é objeto da Sociologia do Conhecimento. Esta formulação teórica tem em vista que cada período histórico da humanidade é dominantemente influenciado por certo tipo de pensamento ou de formulações teóricas tidas como relevantes. Em cada momento histórico tendências conflitantes, apontando tanto para a conservação da ordem quanto para a sua transformação, surgiriam em vista dos interesses políticos, ideológicos dos agentes envoltos na prática da produção do conhecimento.
A Sociologia do Conhecimento, tal como definida acima, difere da Teoria do Conhecimento pelo fato de que a esta última debruça-se sobre os problemas comuns a todas as áreas do conhecimento científico preocupando-se não com sua "gênese social". Ao contrário, a Teoria do Conhecimento está envolvida no desenvolvimento do conhecimento científico num nível meta-teórico, confundindo-se, pois, com a Metodologia das Ciências no seu sentido forte: a fundamentação de teorias. As obras de autores como Karl Popper e Thomas Kuhn são exemplares a esse respeito. Thomas Kuhn, entretanto, está no limiar entre a pesquisa metodológica de fundamentação de teorias e a sociologia do conhecimento. Sua principal obra, a Estrutura das Revoluções Científicas, versa sobre problemas típicos da Metodologia e Epistemologia científicas ao mesmo tempo em que considera o papel dos mecanismos e processos tipicamente sociais que estão no seu cerne. Parte da premissa que a prática da ciência é também uma prática social e, portanto, histórica, residindo nisto a sua proximidade com a sub-disciplina da Sociologia do conhecimento. A Obra de Kuhn é, porém, mais próxima da sociologia da ciência, enquanto que a de Popper está mais próxima de Metodologia e Epistemologia da Ciência.
O sociólogo americano Kurt Heinrich Wolff, que foi presidente do Comité de Investigação da Sociologia do Conhecimento do International Sociological Association e presidente da Sociedade Internacional para a Sociologia do Conhecimento, teve uma grande  influência na propagação da Sociologia do conhecimento por ter traduzido  Georg Simmel e Karl Mannheim em inglês.

### Conhecimento Sociológico da Fenomenológia
Este enfoque da Sociologia do Conhecimento tem sua origem nos trabalhos do filósofo Edmund Husserl, que desenvolveu a Fenomenologia. A aproximação com a Sociologia se deu através do trabalho de Alfred Schütz. Este observou a forma como os indivíduos comuns da sociedade construíam e reconstruíam o mundo em que viviam, o "mundo da vida". Schütz tinha em vista, claramente, que para entender os indivíduos, era necessário compreender como estes apreendiam o mundo. (ver: Schütz, Alfred. Fenomenologia e relações sociais: textos escolhidos de Alfred Schütz, [Org. Helmut R. Wagner]. Rio de Janeiro, Zahar, 1979.)
A Sociologia do Conhecimento de Schütz foi desenvolvida no trabalho conjunto de Berger e Luckmann, A Construção social da realidade na década de 1960. Nele, parte-se da explicação fenomenológica, que é a da tentativa de abordagem de certo fenômeno a sob todas as perspectivas possíveis. E o que se pretende abordar é aquilo que, na sociedade, é dito como conhecimento. Mas não se trata do conhecimento científico, ideológico ou técnico-formal. Ao contrário, enfoca-se aquilo que os indivíduos comuns dentro da sociedade têm para si como conhecimento. É, mais simplesmente, o conhecimento cotidiano que cerca os indivíduos.
Isto é feito tendo em vista as duas faces do conhecimento: um como uma realidade objetiva, externa aos indivíduos. A outra, interna, subjetiva. Tal abordagem é levada a cabo tendo-se em vista os diferentes processos de institucionalização, internalização, assimilação e transmissão de conhecimento. 
O enfoque de Berger e Luckmann leva em consideração uma teorização metodologicamente pluralista, isto é, utiliza-se das diferentes ordens de marcha da sociologia para a consecução de uma teorização que, em sua época, era inteiramente nova. Assim vale-se do escopo de fundamentação da Sociologia Compreensiva weberiana e da teorização funcionalista de Durkheim unidos pela abordagem fenomenológica. (ver: Berger, Peter L. e Thomas Luckmann. A construção social da realidade. Petrópolis, Vozes, 2002.)